# Publio de Atenas
Publio (en maltés: Publju; isla de Malta, ? – Atenas, 112) fue un santo y obispo católico maltés. 
San Publio (en latín: Publius, en maltés: San Publju) es venerado como el primer obispo de Malta. Publio convirtió a Malta en la primera nación cristiana de Occidente.
Publio hospedó a Pablo durante su naufragio por la isla de Malta. Este le devolvió el favor, y San Pablo curó al padre de Publio de la disentería y de la fiebre. Publio fue martirizado en torno al año 112, durante la persecución de Trajano.
Su fiesta se celebra el 21 de enero.